# 利樂包裝

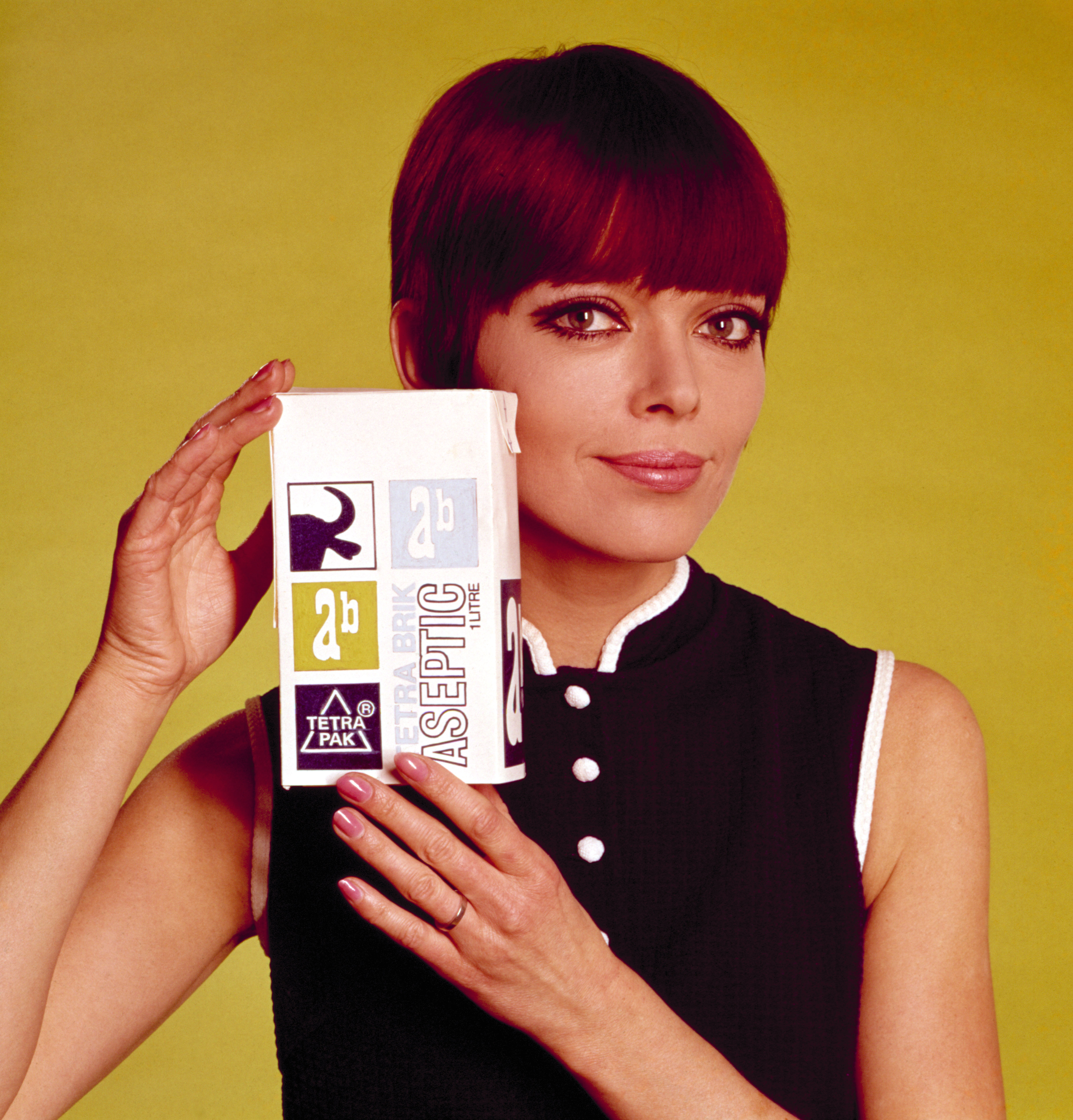
1960年代利樂包裝的宣傳照片

利樂包，泛指利樂公司（Tetra Pak）出產的所有包裝產品，包括無菌利樂傳統包（Tetra Classic Aseptic）、無菌利樂磚（Tetra Brik Aseptic）、利樂皇（Tetra Rex）等。利樂公司創辦人盧本·羅興（Ruben Rausing）從1943年起不斷修改設計，在1950年時已經設計出一種用塑膠膜貼上厚紙製造的不透氣紙盒。1952年利樂傳統包正式上市。目前全世界最常見的款式是1963年發表，外型為長方體的利樂磚。

## 利乐包結構

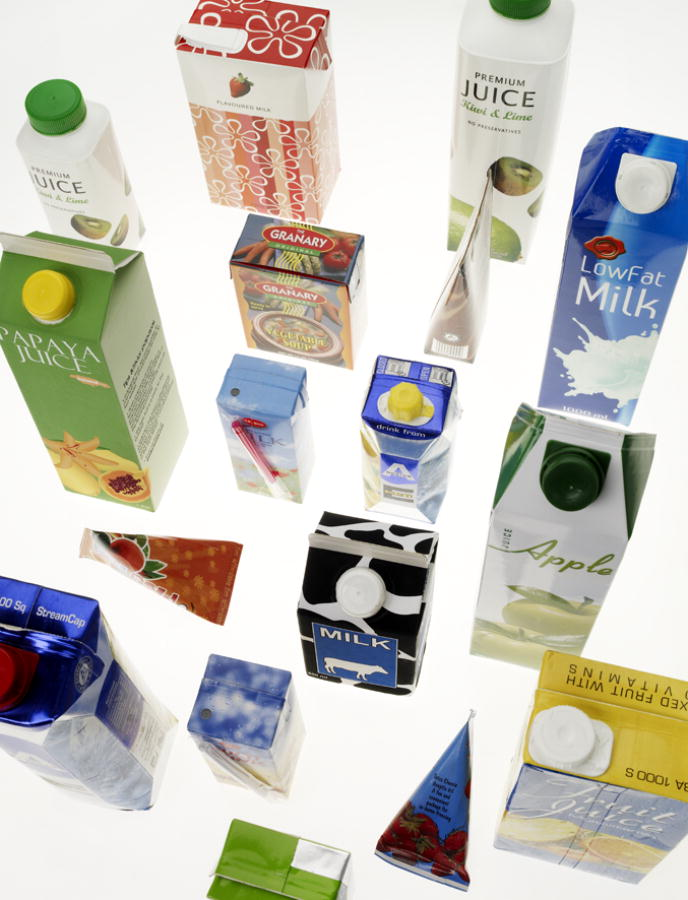
利樂包裝飲品

典型利樂包裝約70%屬紙，另含膠和鋁箔。 除膠蓋外，包裝共有7層。由面層向內順序為：
1. 膠（聚乙烯）
2. 印刷層
3. 紙
4. 黏合膠（聚乙烯）
5. 鋁箔
6. 黏合膠（聚乙烯）
7. 膠（聚乙烯）

## 種類
利乐的纸包装 主要分为“常温”和“冷藏”两类。
1. “常温类纸包装”包括：利乐传统包、利乐无菌砖、利乐无菌枕以及利乐威无菌包；
2. “冷藏类纸包装”包括：利乐砖、利乐冠和利乐皇。

此外，在部份東亞華人區域，使用利樂紙盒包的飲料又俗稱利樂飲料紙盒包。

## 款式
利乐包装一般有以下几个品种：
- Tetra Pak（常見於飲品包裝）
- Tetra Brik（常見於飲品包裝）
- Tetra Rex（常見於奶類果汁類包裝；三角屋頂式）
- Tetra Recart（可取代金屬罐頭之液體包裝/半液體食品包裝）
- Tetra Classic Aseptic（長三角四面體）
- Tetra Prisma Aseptic（八面鑽石造型，即棄式液體容器包裝）
- Tetra Wedge Aseptic（五面立體造型容器包裝）
- Tetra Fino Aseptic（利樂枕，枕頭形之立體包裝）

### 英國款式例
- Tetra Classic Aseptic 長三角四面體 65毫升

### 菲律賓款式例
- Tetra Wedge Aseptic五面立體造型容器 125毫升

### 伊朗款式例
- 長三角四面體 65毫升

### 中華人民共和國款式例
- 枕頭形立體 250毫升

### 香港款式例
- 六面長方體 200毫升
- 六面長方體 250毫升
- 六面長方體 375毫升
- 「八面鑽石造型」長柱體 473毫升/16安士「Tetra Prisma Aseptic」
- 六面長方體 946毫升/32安士
- 六面長方體 1公升

## 利乐包的回收
使用過後的利樂紙盒包最常見的回收再利用方式是利用水力碎漿（Hydrapulper），從回收後的紙盒包中分離出紙纖維，並製成再生紙。將回收後的利樂紙盒包放在一個裝滿水的大型水槽裡，然後藉由極高的水磨擦力與液壓，將回收後的利樂紙盒包分離出紙纖維。透過這個過程就可以得到紙漿，並且將這些再生紙漿拿來做成其他紙類產品，例如衛生紙、紙盒、廚房紙巾、印刷紙張、辦公室用品或是紙袋等等。
此外，經過水力碎漿後的鋁箔及塑料粒子，將會透過鋁塑分離技術再次分離出來。自回收紙盒包中分離出的鋁箔與塑料粒子（聚乙烯），可以做為二次工業原料，塑料粒子可以進一步射出成形並製作成各式塑膠製品，例如筆筒、存錢筒和垃圾桶等等。只佔包裝整體結構3%的鋁箔，分離後可取代運用在油漆或滅火器粉末中的鋁粉。